# Euphorbia karibensis
Euphorbia karibensis är en törelväxtart som beskrevs av Susan Carter. Euphorbia karibensis ingår i släktet törlar, och familjen törelväxter. Inga underarter finns listade i Catalogue of Life.